# Wasserburg Rindern
Die Wasserburg Rindern ist ein ehemaliger Herrensitz im Dorf Rindern, das heute zum Stadtgebiet von Kleve gehört. Die Wasserburg dient seit 1956 als Sitz der „Katholischen Heimvolkshochschule Wasserburg Rindern“, heute „Katholisches Bildungszentrum Wasserburg Rindern“ genannt.

## Geschichte
Die Wasserburg Rindern wurde 1654 als Gut op gen Poll von den Eheleuten Herman Hecking und G. Ranwick errichtet. 1666 erwarb der Große Kurfürst von Brandenburg das Gut als Jagdhaus. Unter seinem Statthalter Johann Moritz von Nassau-Siegen wurde es in die Klever Gärten einbezogen. Zu Beginn des 18. Jahrhunderts wurde die Wasserburg vermutlich erstmals umgestaltet. Ein weiterer Umbau erfolgte 1851, bei dem von der ursprünglichen Fassadengestaltung nur einige Sandsteinornamente erhalten blieben.

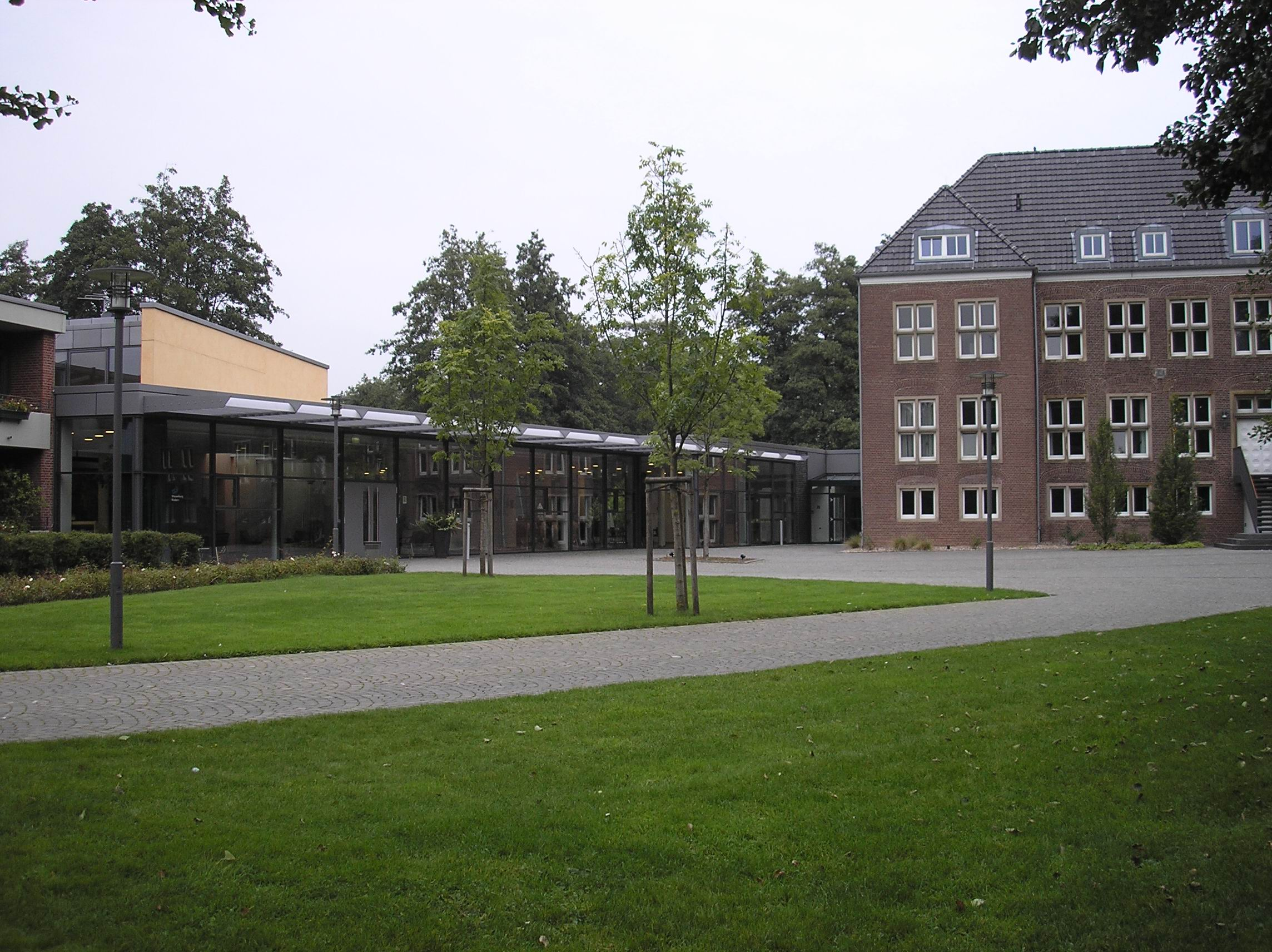
Neues Foyergebäude der Katholischen Heimvolkshochschule Wasserburg Rindern

Nach dem Zweiten Weltkrieg erwarb zunächst der Kreis Kleve das Anwesen und ließ die gröbsten Schäden beseitigen, ohne eine konkrete Nutzung im Auge zu haben. 1954 wurde die Wasserburg an das Bistum Münster verkauft, das 1956 die Landvolkshochschule von Freudenberg bei Kleve hierher verlegte. Bei den vorangegangenen Umbauten wurde dem Bau ein zweiter Querflügel angefügt, so dass die Fassade ein symmetrisches Erscheinungsbild erhielt. Dabei wurden der Dachreiter und die zweiläufige Eingangstreppe entfernt und das Erscheinungsbild der Anlage erheblich verändert. In den folgenden Jahren wurde der alten Wasserburg rückseitig ein Ergänzungstrakt hinzugefügt und in den Jahren von 1966 bis 1968 eine freistehende Kapelle errichtet, der das Museum Forum Arenacum 2023 eine Ausstellung um den Architekten Fritz Poorten widmete. Bis 1974 wurde die Heimvolkshochschule um einen großen Neubau erweitert, bis 2004 die gesamte Anlage durchgreifend erneuert und ein neuer Empfangs-, Küchen- und Zimmertrakt angefügt.

## Katholisches Bildungszentrum Wasserburg Rindern
Das gleichnamige katholische Bildungszentrum (früher „Landvolkshochschule Wasserburg Rindern“) bietet in den Gebäuden der Wasserburg jährlich mehr als 250 Seminare in den Lebens- und Lernwelten Leben im Glauben, Leben in Beruf und Ehrenamt, Leben in Gesundheit, Leben in Gesellschaft und Politik, Leben auf dem Land, Leben in Kunst und Kultur sowie Leben in Beziehung und Familie an. Direktor der Wasserburg Rindern ist seit 2020 der Theologe und Psychologe Markus Toppmöller, der auf den Diplom-Geografen Kurt Kreiten folgt.
Seit 2007 bildet die Wasserburg Rindern einen Verbund mit den ebenfalls vom Bistum Münster getragenen Bildungseinrichtungen Akademie Franz Hitze Haus in Münster und der Katholischen Landvolkshochschule „Schorlemer Alst“ in Warendorf-Freckenhorst. Sie ist eine nach dem 1. nordrhein-westfälischen Weiterbildungsgesetz (WbG) anerkannte Einrichtung der Erwachsenenbildung und Mitglied in verschiedenen Dachverbänden auf Landes- und Bundesebene:
- Landesarbeitsgemeinschaft für katholische Erwachsenen- und Familienbildung in Nordrhein-Westfalen e. V. (LAG KEFB), Köln
- Arbeitskreis der Bildungsstätten und Akademien (Heimvolkshochschulen) in Nordrhein-Westfalen e. V., Königswinter
- Verband der Bildungszentren im ländlichen Raum e. V. (VBLR), Berlin